# The Eagle Has Landed (filme)
The Eagle Has Landed (bra: A Águia Pousou; prt: O Voo das Águias) é um filme de guerra e espionagem britânico produzido em 1976, adaptado do livro homónimo do romancista britânico Jack Higgins. Trata-se do último trabalho do diretor de cinema John Sturges.

## Sinopse
Relato da ação ocorrida em 1943, quando o comandante nazista Heinrich Himmler foi incumbido de sequestrar o primeiro premiê britânico Winston Churchill, que se encontrava descansando numa pequena vila.

## Elenco
- Michael Caine  – Kurt Steiner
- Donald Sutherland – Liam Devlin
- Robert Duvall – Max Radl
- Jenny Agutter – Molly
- Donald Pleasence – Heinrich Himmler
- Anthony Quayle – Wilhelm Canaris
- Jean Marsh – Joanna Grey
- Sven-Bertil Taube – capitão von Neustadt
- John Standing – padre Verecker
- Judy Geeson – Pamela Verecker
- Treat Williams – capitão Clark
- Larry Hagman – coronel Pitts